# Adrian Alston
Adrian Alston (Preston, 6 de febrero de 1949) es un exfutbolista y entrenador australiano. Como jugador, se desempeñó como delantero. Inició su carrera como jugador juvenil en el Preston North End antes de mudarse a Australia sin llegar a jugar en el primer equipo. En Australia, jugó para South Coast United, St George y Safeway United y fue llamado a la selección de fútbol después de dos años en el país.
Apodado "Noddy" por su habilidad para cabecear, hizo su debut internacional en 1969 y fue fundamental para ayudar al equipo a clasificarse para la Copa Mundial de 1974, la primera vez que su país clasificó al torneo internacional, donde participó en los tres partidos. Sus actuaciones atrajeron la atención de toda Europa y finalmente fichó por el Luton Town de la Football League First Division después de rechazar varias ofertas de clubes de Alemania. Después de una temporada, se unió al Cardiff City, donde pasó dos temporadas y ayudó al club a ganar la Copa de Gales en 1976. Más tarde recibió una lucrativa oferta para jugar en la North American Soccer League (NASL) para unirse a la recién formada Tampa Bay Rowdies, donde estuvo dos temporadas antes de retirarse tras sufrir una grave lesión en los ligamentos de la rodilla.
Regresó a Australia para trabajar como entrenador, haciéndose cargo de los Wollongong Wolves en 1983, pero dejó el club después de una sola temporada. Pasó cinco años con Corrimal Rangers antes de ser nombrado entrenador de Port Kembla, donde disfrutó de un éxito considerable, llevando al club a 26 trofeos entre 1991 y 2004. Más tarde regresó a Wollongong por un segundo período antes de dirigir Bulli Football Club entre 2006 y 2007. Su hermano Alec también fue futbolista profesional.

## Trayectoria

### Inicios
Nacido en Preston, Alston jugaba como delantero en el club de su ciudad natal, Preston North End, donde su hermano mayor Alex Alston había hecho más de 100 apariciones antes de irse en 1962. Jimmy Kelly, quien trabajaba como entrenador de Fleetwood, lo vio jugar un partido del equipo juvenil. Kelly había pasado previamente cuatro temporadas jugando en Australia y planeaba regresar en 1968. A pesar de que aún no se convirtió en profesional, Kelly le ofreció a Alston un trato que cuadruplicó el salario que recibía en Preston para mudarse a Australia y unirse al South Coast United en un contrato inicial de préstamo de seis meses. Había estado jugando con Preston durante un año y se convenció de mudarse después de que le dijeron que los "campos pesados" en Inglaterra no se adaptaban a su estilo de juego. Alston quiso casarse en ese momento, pero convenció a su prometida Doreen para que se mudara con él.
Se instaló rápidamente en el país, anotando el gol que ganó el título de la Primera División de la Federación de Fútbol de Nueva Gales del Sur en 1969 en un empate 1-1 con APIA Leichhardt y poco después fue elegido para jugar en un equipo representativo de Nueva Gales del Sur. Más tarde se mudó a St George, donde ganó un título de liga y se le ofreció un contrato en Japón, junto con su compañero de equipo Attila Abonyi, después de impresionar en un torneo asiático que St George ganó pero rechazó el trato. Fue durante este tiempo que Abonyi comenzó a usar el apodo de Alston "Noddy" en lo que respecta a su capacidad de cabeceo. Regresó a su antiguo club, South Coast United, entonces conocido como Safeway United, luego de que una compañía automotriz se hiciera cargo de él en 1973 por una tarifa de $ 5,000.

### Regreso a Europa
Sus actuaciones en la Copa del Mundo de 1974 vieron a Alston recibir ofertas de varios clubes en Alemania, incluidos Hertha Berlín, Hamburgo y Eintracht Frankfurt. Alston llegó a un acuerdo con Hertha que incluía una tarifa de registro de $ 40,000 y un apartamento temporal hasta que pudiera asegurar su propio alojamiento y se acordó una tarifa entre Hertha y Safeway United. Sin embargo, Alston recibió una oferta tardía de Luton Town en la Football League que había rastreado a Alston luego de su actuación contra el equipo durante una gira por Inglaterra de la selección australiana en 1970, Alston había marcado el gol de la victoria durante una victoria por 2-1. El club había logrado el ascenso a la Primera División, el nivel más alto del fútbol inglés, la temporada anterior y Alston decidió unirse a los Hatters para ayudar a su esposa a resolver la falta de una barrera lingüística. También sostuvo conversaciones con su ex club Preston.
En su debut de temporada, Alston terminó como el máximo goleador conjunto del club, junto con Ron Futcher, en la liga cuando el club sufrió el descenso. Sin embargo, Alston pasó solo una temporada en Kenilworth Road cuando el club comenzó a experimentar dificultades financieras, lo que provocó que en diferentes oportunidades no reciba su sueldo. Más tarde, Alston describió su decisión de rechazar las ofertas de Alemania y regresar a Inglaterra con Luton como "el mayor error que he cometido". El entrenador de Cardiff City, Jimmy Andrews, pagó £ 20,000 para llevarlo a Ninian Park y el club también acordó pagarle a Alston los salarios que Luton le debía. Anotó dos goles en su debut en una victoria por 4-3 sobre Chesterfield y luego se convirtió en el primer jugador de Cardiff de la posguerra en anotar un triplete en la Copa FA en una victoria por 6-2 sobre Exeter City. En su primera temporada, el club ganó la Copa de Gales, clasificándose para la Recopa de Europa la temporada siguiente. En la primera ronda de la competición, Alston se convirtió en el primer jugador australiano en anotar en una competición europea cuando anotó en la victoria por 1-0 sobre el Dinamo Tbilisi de Georgia el 15 de septiembre de 1976.
Después de ayudar al club a ganar el ascenso a la Segunda División de la Liga de Fútbol, anotando el gol que confirmó el ascenso en una victoria por 1-0 sobre Bury, luchó para manejar de forma correcta su nivel futbolística al año siguiente y dejó Cardiff para jugar en la NASL para Tampa Bay Rowdies. Alston declaró más tarde que disfrutó jugando para Cardiff más que cualquier otro club en su carrera y que solo había elegido aceptar la oferta de Tampa debido al dinero que le ofrecieron.

### Últimos años
Alston se unió a los Rowdies luego de ser observado por el mánager del equipo, Eddie Firmani. En su debut con los Rowdies en la NASL, Alston fue presentado a los fanáticos del club al llegar en un helicóptero. Ayudó al club a terminar en tercer lugar en su temporada de debut, y finalmente fue eliminado en los play-offs de postemporada por el New York Cosmos. Después de su primera temporada con Tampa, Alston regresó a Australia para jugar en el Canberra City FC, que estaba bajo la dirección de su excompañero de selección Johnny Warren como jugador invitado. Ganando una fracción de sus salarios de Rowdies, anotó en su debut, durante una victoria por 4-0 sobre Sydney Olympic, e hizo un total de diez apariciones y anotó tres veces mientras ayudaba al equipo a escapar del descenso antes de regresar a Tampa. Durante su segunda temporada en los EE. UU., Alston sufrió una lesión en la rodilla que finalmente lo obligaría a retirarse del fútbol profesional después de que sus tacos quedaran atrapados en el campo mientras un jugador contrario golpeaba su rodilla. Inicialmente le dijeron que había sufrido una distensión en los ligamentos de la rodilla, pero después de catorce semanas con pocos progresos, se preocupó y contrató a un médico en Harley Street en Londres. El médico informó de inmediato a Alston que la lesión era considerablemente más grave, ya que en realidad había desgarrado el ligamento del hueso, por lo cual permaneció fuera por el resto de la temporada, su contrato finalmente se pagó después de que expiró su Green Card.

## Selección nacional
El entrenador en jefe Joe Vlasits le dio a Alston su debut con la selección australiana el 19 de julio de 1969 en una victoria amistosa por 1-0 sobre Grecia, que estaba realizando una gira por Australia, en el Sydney Cricket Ground. Alston comentó más tarde que tan pronto como comenzó a jugar para Australia, "ya no era inglés". Ganó dos partidos más en 1969, jugando en dos de los tres partidos de una gira por Rhodesia contra la selección nacional en noviembre, antes de marcar su primer gol internacional al año siguiente en un partido amistoso contra Grecia.
Alston jugó un papel decisivo en el progreso de Australia durante las rondas de clasificación para la Copa Mundial de la FIFA de 1974, anotando tres goles en la fase de grupos y uno durante el último partido de repesca contra Irán cuando Australia se clasificó para la Copa del Mundo por primera vez en su historia. Durante las etapas de clasificación, el equipo se embarcó en una agotadora gira mundial que incluyó jugar partidos en Vietnam durante la guerra, donde se vieron obligados a viajar a las bases del ejército de EE. UU. para comer.
Fue incluido en el equipo para el torneo en Alemania Occidental por el técnico Rale Rasic. En el partido inaugural contra Alemania Oriental, Alston realizó un movimiento para vencer al defensor Konrad Weise que fue utilizado más tarde en el mismo torneo por el futbolista neerlandés Johan Cruyff y se conoció como el "Cruyff Turn". Más tarde comentó sobre el uso del movimiento por parte de Cruyff: "Solía hacer este truco, pero no muy a menudo, [...] debe haberlo practicado durante cinco días porque cinco días después hizo lo mismo contra Suecia".
Antes de que Australia se enfrentara a Alemania Occidental en la fase de grupos, durante una conferencia de prensa, el técnico alemán Helmut Schoen declaró:

No tenemos nada que temer de Australia....aparte de Adrian Alston

Alston fue titular en los tres partidos de Australia en el torneo, ya que sufrieron derrotas ante Alemania Oriental y Alemania Occidental y un empate 0-0 con Chile. Perdió su lugar en el equipo poco después ante John Kosmina, pero volvió a jugar en las etapas de clasificación de la Copa del Mundo de 1978 cuando Australia no logró clasificarse después de una serie de resultados decepcionantes y nunca más fue convocado para el equipo. En total, representó a Australia entre 1969 y 1977 en 37 partidos oficiales, anotando 6 goles. Alston representó Nueva Gales del Sur en 1974 como jugador y lideró la selección de la región de Illawarra como entrenador en 2004.

## Carrera como director técnico
Después de sufrir la lesión en la rodilla que acabó con su carrera, el hijo de Alston, Adrian Jr, fue diagnosticado con la enfermedad de Legg-Calvé-Perthes, un trastorno de la cadera. Pronto gastó la mayoría de sus ganancias obtenidas durante su carrera futbolística y regresó a Inglaterra para establecer en un hotel con su hermano Alex en Blackpool. Sin embargo, después de solo cuatro meses, Alston se inquietó y decidió regresar a Australia, y finalmente se mudó a Illawarra. Alston firmó un contrato de tres años con la Wollongong Wolves Football Club en 1983. Antes de la temporada, siete de sus jugadores fueron vendidos a clubes de la liga rival debido a los problemas financieros del club. Wollongong terminó penúltimo en la Liga Nacional de Fútbol y Alston dejó el club.
En 1984, fue nombrado entrenador de Corrimal Rangers en la segunda división en la competencia regional de Illawarra luego de ser recomendado por su ex asistente del Wollongong Wolves, Terry Hurley. Después de una temporada, el equipo ascendió a la Illawarra Premier League, donde ficharon a su excompañero de equipo nacional Attila Abonyi, quien marcaría 21 goles para el club en la temporada de 1985. Alston dejó a los Rangers al final de la temporada de 1989 después de seis temporadas a cargo.
Después de un año de descanso del fútbol, Port Kembla se acercó a Alston y se convirtió en entrenador para la temporada de 1991. Alston pasó 13 temporadas con Port Kembla; durante ese período, el club ganó 26 trofeos, incluidos cinco títulos de liga, siete Grandes Finales y dos Copas Bert Bampton. Alston abandonó Port Kembla a finales de 2004 tras conseguir su cuarto doblete de Liga y Copa. En 2005, se reincorporó a los Wollongong Wolves que jugaban en la Premier League de Nueva Gales del Sur y una vez más se le entregó un contrato de tres años. El equipo terminó en la mitad de la tabla pero, frustrado por problemas financieros y fuera del campo, Alston abandonó el club después de solo una temporada.
En 2006, Alston se unió al club Bulli de la Premier League de Illawarra; durante sus seis temporadas con el club, terminaron segundos en tres ocasiones y participaron en tres Grandes Finales. Después de dejar Bulli, Alston rechazó varias ofertas para volver a ser entrenador antes de trabajar como cuidador de adultos con dificultades de aprendizaje.

## Palmarés
| Título                       | Equipo             | País      | Año  |
| ---------------------------- | ------------------ | --------- | ---- |
| National Premier Leagues NSW | South Coast United | Australia | 1969 |
| Copa de Gales                | Cardiff City       | Gales     | 1976 |